# Kursächsische Postmeilensäule Bad Lauchstädt

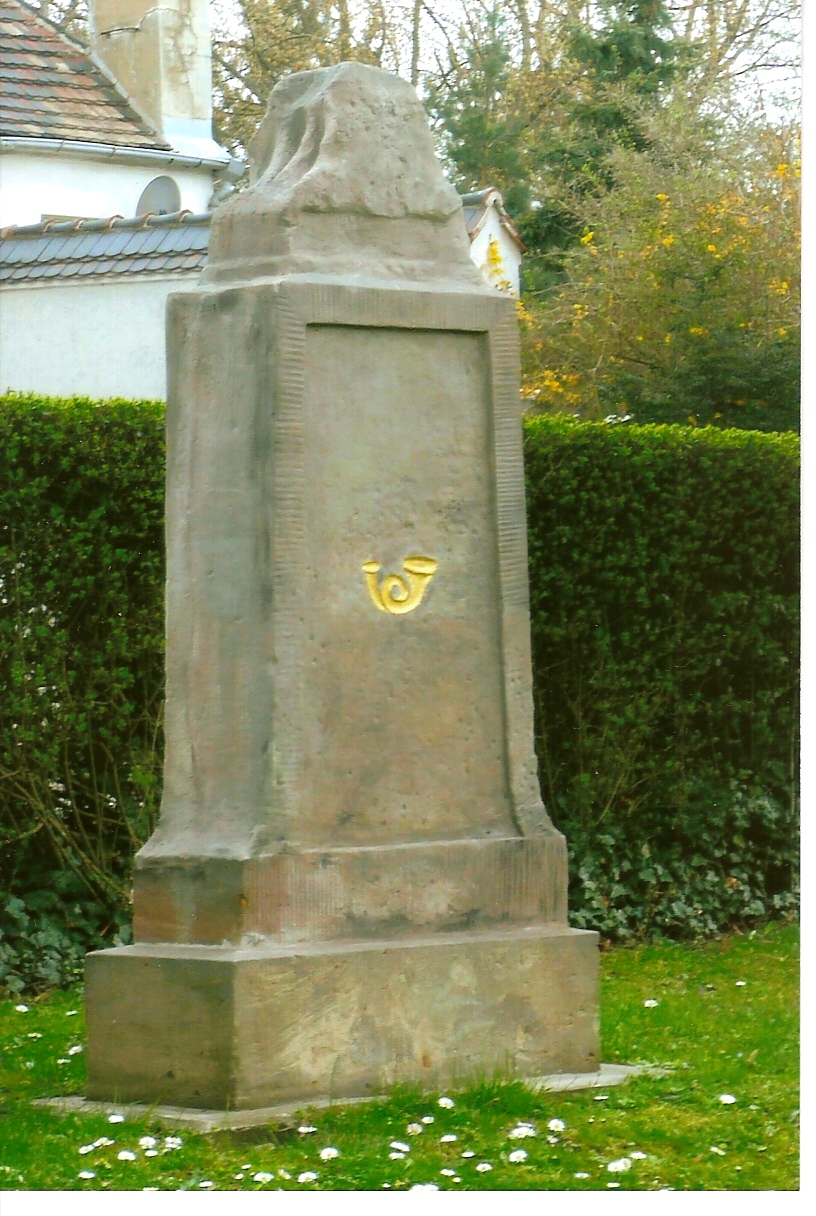
Viertelmeilenstein in Bad Lauchstädt

Die denkmalgeschützte kursächsische Postmeilensäule gehört zu den Postmeilensäulen, die im Auftrag des Kurfürsten Friedrich August I. von Sachsen durch den Land- und Grenzkommissar Adam Friedrich Zürner in der 1. Hälfte des 18. Jahrhunderts im Kurfürstentum Sachsen errichtet worden sind. Es handelt sich um einen Viertelmeilenstein. Er befindet sich in einer kleinen Grünanlage an der Querfurter Straße, Ecke Lindenstraße in der sachsen-anhaltischen Kleinstadt Bad Lauchstädt im Saalekreis. 

## Geschichte
Der Stein trägt keine Jahreszahl, keine Reihennummer und kein Monogramm mehr, da diese nicht mehr erkennbar waren. Er wurde vor 1738 an den Fahrpostkursen Leipzig – Merseburg – Schafstädt – Eisleben – Harkerode – Quedlinburg – Halberstadt – Braunschweig (– Lüneburg – Hamburg) bzw. Merseburg – Lauchstädt – Schafstädt – Querfurt – Sangerhausen errichtet. Das Fundstück von der Querfurter Straße restaurierte man 1980 und stellte es etwa 15 Meter neben dem Goethe-Theater in den Kuranlagen wieder auf. Im Herbst 2007 erfolgte eine erneute Restaurierung, bei der zumindest die noch erkennbaren Posthörner am Stein wieder vergoldet hergestellt und eine Erläuterungstafel neben dem Stein aufgestellt wurden.